# Hungaria

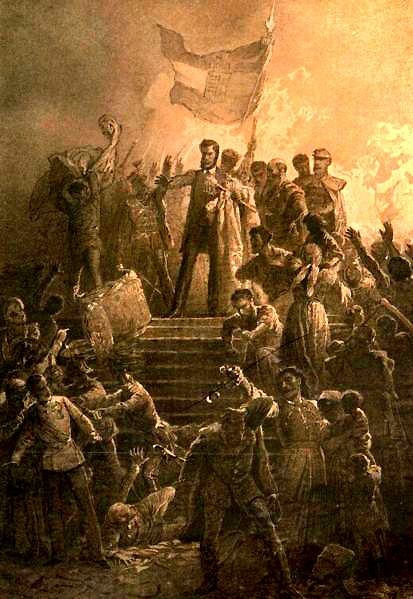
Sándor Petőfi mentre legge il Nemzeti dal alla folla il 15 marzo 1848; disegno di Mihály Zichy.

Franz Liszt compose il suo poema sinfonico Ungheria nel 1854, basandosi parzialmente sulla marcia eroica in stile ungherese per pianoforte da lui composta nel 1840. La prima venne eseguita sotto la direzione dello stesso autore al Teatro nazionale ungherese di Budapest l'8 settembre 1856, ottenendo un grande successo. "Fu più che un applauso," scrisse il compositore in seguito. "Piangevano tutti, uomini e donne!" Con quella scena è stato ribadito il proverbio ungherese che dice "le lacrime sono la gioia degli ungheresi".

## Struttura
Hungaria non ha un programma ed è piuttosto considerato una rapsodia ungherese su scala più estesa. Dopo una breve introduzione, segnata come Largo con duolo, appare il tema principale di marcia in stile ungherese affidato ai clarinetti, fagotti e viole. Questo tema e la sua continuazione dominano la prima sezione di questo lavoro, anche se interrotto in un punto da una cadenza del violino solista. Questa sezione contiene le caratteristiche stilistiche del verbunkos, con parti di Largo con duolo alternate a un andante marziale in un contrasto di lento e veloce, con ritmo fortemente  accentato e profusi ornamenti violinistici. La musica aumenta di violenza e conduce ad un secondo tema. Una delle sezioni più tipiche di questa opera è una marcia funebre basata su questo secondo tema. Sembra che in questo periodo della composizione Liszt abbia voluto simboleggiare e la sconfitta della rivolta di Lajos Kossuth nella Rivoluzione ungherese del 1848, e la speranza di una futura liberazione dell'Ungheria per mano del suo stesso popolo. Il lavoro si conclude facendo riferimento a entrambi i temi.